# الفتاة الرقيقة (رواية 1977)
الفتاة الرقيقة هي رواية للكاتبة النيجيرية بوتشي إيميتشيتا [الإنجليزية] صدرت عام 1977، ونشرت في المملكة المتحدة عن دار أليسون وبوسبي [الإنجليزية] وفي الولايات المتحدة عن دار جورج برازيلر [الإنجليزية]. فازت بجائزة جوك كامبل من مجلة نيو ستيتسمان عام 1978. وهو الكتاب الرابع لإيميتشيتا، حررته مارغريت بوسبي.
أعيد طبع الكتاب في عام 2018 عن دار مطبعة أومينالا.

## الجوائز
- 1978: جائزة جوك كامبل من مجلة نيو ستيتسمان